# Femproporex
Femproporex (Perphoxene) é uma droga estimulante das classes químicas feniletilamina e a anfetamina que foi desenvolvida na década de 1960. É usado como um supressor do apetite para o tratamento da obesidade.
Femproporex produz anfetamina como um metabolito, e foi retirado em muitos países após problemas com abuso, mas ainda é prescrito em alguns países. Às vezes é combinado com benzodiazepinas, antidepressivos e outros compostos para criar a "pílula de dieta do brasileiro".
Foi retirado do mercado brasileiro pela ANVISA em setembro de 2011. Em junho de 2017 foi re-liberado pelo Senado do Brasil sua produção, comercialização e consumo.

## Efeitos
O femproporex, um agente simpatomimético com ação similar à dexanfetamina. Causa depressão do apetite e diminuição da acuidade pelo sabor e odor, o que leva a uma redução da ingestão de alimentos. Ocasiona aumento da atividade física, o que também contribui para a perda de peso. O sítio de ação é, provavelmente, o centro hipotalâmico lateral. Age inibindo o centro da fome hipotalâmico, tendo como neurotransmissor a noradrenalina.
O Brasil é maior produtor e consumidor dessa substância no mundo, segundo o relatório da ONU de 2009 sobre drogas psicotrópicas e medicamentos controlados, o Brasil produziu 72% desta substância comercializada no mundo[carece de fontes?].
Femproporex é uma uma anfetamina pesada e com poder de dependência muito forte, é proibida em muitos países do mundo. Existem outras alternativas mais seguras para o tratamento da obesidade como a anfepramona (também é uma anfetamina, entretanto o seu poder de efeito é muito mais preciso e seguro) e o mazindol (um inibidor de apetite que não pertence as classes da anfetamina).

## Efeitos colaterais
Seus efeitos colaterais geralmente são boca seca, insônia e irritabilidade.

## Contra-indicações
É extremamente contra-indicado para pessoas com distúrbios cardiacos, incluindo hipertensão arterial moderada. O femproporex nunca chegou a ser aprovado pelo FDA.